# Ester Mägi
Ester Mägi   (Tallinn, 10 de gener de 1922 - 14 de maig de 2021) fou una compositora estoniana. La seva producció compositiva és substancial i representa tots els gèneres, des de la música de cambra i la vocal fins a les obres simfòniques i corals.
Es va formar inicialment estudiant piano al Conservatori de Tallinn i composició a partir de 1946 amb Mart Saar, fundador de l'Escola Nacional de Música d'Estònia, que havia recollit melodies populars i les incorporava en les seves obres. Mägi va adoptar aquest mateix interès per la música popular i el patrimoni musical estonià i tota la seva música n'és hereva, de manera que gran part de la seva obra s'hi inspira. Després, de 1951 a 1954, estudià al Conservatori de Moscou amb Vissarion Xebalín. En tornar, va ensenyar teoria musical al Conservatori de Tallinn fins a la seva jubilació el 1984.
Entre les seves obres més conegudes destaquen la seva Sonata per a piano (1949), Trio per a piano en fa menor (1950), Concert per a piano (1953), Concert per a violí (1958), Simfonia (1968), Variacions per a piano, clarinet i orquestra de cambra (1972), Bukoolika per a orquestra (1983) i Vesper per a violí i piano o orgue (1990, arranjat per a cordes el 1998). Les seves obres orquestrals, peces per a piano i de cambra, així com moltes cançons corals i solistes, tenen un lloc estable en el repertori de concerts.
L'any 1999 va ser investida Doctora honoris causa per l'Acadèmia de Música d'Estònia i ha rebut diversos premis estatals per les seves composicions.